# ويليام د. باين
ويليام د. باين (بالإنجليزية: William D. Payne)‏ هو سياسي أمريكي، ولد في 8 يوليو 1932 بنيوآرك في الولايات المتحدة. حزبياً، نشط في الحزب الديمقراطي. وقد انتخب عضو جمعية نيوجيرسي العامة.